# Dimítrios Psarrós
Dimítrios Psarrós (grec moderne : Δημήτριος Ψαρρός), né en 1893 et mort le 17 avril 1944 était un officier de l'armée grecque et chef de la résistance. Il a été le fondateur du mouvement Libération nationale et sociale (EKKA), troisième organisation la plus importante de la Résistance grecque après le Front national de libération (EAM) et la Ligue nationale démocratique (EDES).

## Biographie
Psarrós est né en 1893 dans le village de Chryso, dans la province de Parnassida, en Phocide. Il a fréquenté École des Évelpides, et obtient son diplôme sous-lieutenant d'artillerie en 1916.
Psarrós combat comme volontaire pendant les guerres des Balkans tout en étant cadet à l'Académie militaire.
En 1916, il est du côté du gouvernement de la défense nationale et se bat sur le front macédonien de la Première Guerre mondiale. Il intervient auprès des Alliés en Crimée où il est blessé pendant la guerre civile russe, puis pendant la guerre gréco-turque. Avant la guerre contre les Turcs, il avait fait un séjour en France pour parfaire ses études supérieures militaires. Par la suite, il enseigne à l'Académie de guerre grecque nouvellement créée, est parmi les organisateurs du nouveau ministère de l'aviation et sert en tant que chef d'état-major d'une division de l'armée.
En mars 1935, il participe à la tentative de coup d'État vénizéliste. Il passe en cour martiale avec d'autres officiers républicains et est renvoyé de l'armée. Il cherche à la réintégrer au début de la Seconde Guerre mondiale, alors que la Grèce repousse l'agression de l'Italie fasciste, mais sa demande est rejetée par le régime de Ioánnis Metaxás. En 1941, la défaite de la Grèce face à la Wehrmacht conduit à une triple occupation par l'Allemagne, l'Italie et la Bulgarie.
Psarrós tente d'organiser un groupe de résistance à Amphissa avec l'aide du lieutenant Andreas Mitalas, mais sans succès. Il se rend ensuite en Macédoine où en juillet 1941, il crée une organisation de guérilla contre les occupants bulgares dans la zone de Nigrita, Lachana et Kalokastro en Macédoine centrale. Il est pourchassé par les forces de l'Axe.
Il s'enfuit à Athènes, où en avril 1942, il fonde avec Geórgios Kartális, Evripídis Bakirtzís et d'autres officiers de l'armée comme Dimitrios Karachristos et Dimitrios Georgantas le mouvement de Libération nationale et sociale (EKKA). Les objectifs de l'organisation sont de lutter contre les forces d'occupation et, après la libération, de lutter pour le changement social, dans une direction social-démocrate. C'est une organisation anti-totalitaire, libérale et vénizéliste. Sa branche armée s'appuie sur l'ancienne unité de Psarros, le 42e régiment d'Evzones. Elle compte à son apogée un millier hommes, et agit principalement dans la région du   Mont Giona (en).
Pendant la libération de la Grèce, le lundi de Pâques 17 avril 1944, l'EKKA est attaqué par les forces de l'ELAS communiste qui cherche à monopoliser la Résistance. Dimítrios Psarrós est tué pendant cette attaque ou exécuté à son issue : ce sont les prolégomènes de la guerre civile grecque. En 1945, il a été promu à titre posthume par l'armée hellénique au grade de général de division.